# Rita Naudé
Pour les articles homonymes, voir Naudé.
Rita Naudé, née le 14 novembre 1997 à Pretoria, est une nageuse sud-africaine. 

## Carrière
Rita Naudé dispute les Jeux africains de la jeunesse de 2014 à Gaborone, obtenant cinq médailles d'or, sur 50 mètres dos, 50 et 100 mètres papillon, et sur les relais 4 x 100 mètres nage libre mixte et 4 x 50 mètres quatre nages mixte, ainsi que deux médailles d'argent, sur 100 mètres dos et sur 4 x 50 mètres nage libre mixte,.
Elle obtient la médaille de bronze du 100 mètres papillon aux Jeux africains de 2015 à Brazzaville.